# Среднее арифметическое
Сре́днее арифмети́ческое (в математике и статистике) — разновидность среднего значения. Определяется как число, равное сумме всех чисел множества, делённой на их количество. Является одной из наиболее распространённых мер центральной тенденции.
Предложена (наряду со средним геометрическим и средним гармоническим) ещё пифагорейцами.
Частными случаями среднего арифметического являются среднее (генеральной совокупности) и выборочное среднее (выборки).
На случай, если количество элементов множества чисел стационарного случайного процесса бесконечное, в качестве среднего арифметического выступает математическое ожидание случайной величины.

## Введение
Обозначим множество чисел X = (x1, x2, …, xn) — тогда выборочное среднее обычно обозначается горизонтальной чертой над переменной ({\displaystyle {\bar {x}}}, произносится «x с чертой»).
Для обозначения среднего арифметического всей совокупности чисел обычно используется греческая буква μ. Для случайной величины, для которой определено среднее значение, μ есть вероятностное среднее, или математическое ожидание случайной величины. Если множество X является совокупностью случайных чисел с вероятностным средним μ, тогда для любой выборки xi из этой совокупности μ = E{xi} есть математическое ожидание этой выборки.
На практике разница между μ и {\displaystyle {\bar {x}}} в том, что μ является типичной переменной, потому что видеть можно скорее выборку, а не всю генеральную совокупность. Поэтому, если выборку представлять случайным образом (в терминах теории вероятностей), тогда {\displaystyle {\bar {x}}} (но не μ) можно трактовать как случайную переменную, имеющую распределение вероятностей на выборке (вероятностное распределение среднего).
Обе эти величины вычисляются одним и тем же способом:
{\displaystyle {\bar {x}}={\frac {1}{n}}\sum _{i=1}^{n}x_{i}={\frac {1}{n}}(x_{1}+\cdots +x_{n}).}
Если X — случайная переменная, тогда математическое ожидание X можно рассматривать как среднее арифметическое значений в повторяющихся измерениях величины X. Это является проявлением закона больших чисел. Поэтому выборочное среднее используется для оценки неизвестного математического ожидания.
В элементарной алгебре доказано, что среднее n + 1 чисел больше среднего n чисел тогда и только тогда, когда новое число больше чем старое среднее, меньше тогда и только тогда, когда новое число меньше среднего, и не меняется тогда и только тогда, когда новое число равно среднему. Чем больше n, тем меньше различие между новым и старым средними значениями.
Заметим, что имеется несколько других «средних» значений, в том числе среднее степенное, среднее Колмогорова, гармоническое среднее, арифметико-геометрическое среднее и различные средне-взвешенные величины (например, среднее арифметическое взвешенное, среднее геометрическое взвешенное, среднее гармоническое взвешенное).

### Примеры
- Для получения среднего арифметического трёх чисел необходимо сложить их и разделить на 3:

{\displaystyle {\frac {x_{1}+x_{2}+x_{3}}{3}}.}
- Для получения среднего арифметического четырёх чисел необходимо сложить их и разделить на 4:

{\displaystyle {\frac {x_{1}+x_{2}+x_{3}+x_{4}}{4}}.}

### Непрерывная случайная величина
Если существует интеграл от некоторой функции {\displaystyle f(x)} одной переменной, то среднее арифметическое этой функции на отрезке {\displaystyle [a;b]} определяется через определённый интеграл:
{\displaystyle {\overline {f(x)}}_{[a;b]}={\frac {1}{b-a}}\int _{a}^{b}f(x)dx.}
Здесь для определения отрезка {\displaystyle [a;b]} подразумевается, что {\displaystyle b\geq a,} причём {\displaystyle b\neq a,} чтобы знаменатель не был равен 0.

### Линейное преобразование
Линейно преобразованный набор данных {\displaystyle y_{1},\dots ,y_{n}} можно получить при применении линейного отображения {\displaystyle y=a+bx} к метрически скалируемому набору данных {\displaystyle x_{1},\dots ,x_{n}} следующим образом: {\displaystyle y_{i}=a+bx_{i},i\in \{1,\dots ,n\}}. Тогда новое среднее значение набора данных будет равно {\displaystyle {\overline {y}}=a+b{\overline {x}}}, так как {\displaystyle {\overline {y}}={\frac {1}{n}}\sum _{i=0}^{n}y_{i}={\frac {1}{n}}\sum _{i=0}^{n}(a+bx_{i})=a+{\frac {b}{n}}\sum _{i=0}^{n}bx_{i}=a+b{\overline {x}}}.

## Некоторые проблемы применения среднего

### Отсутствие робастности
Хотя среднее арифметическое часто используется в качестве средних значений или центральных тенденций, это понятие не относится к робастной статистике, то есть среднее арифметическое подвержено сильному влиянию «больших отклонений». Примечательно, что для распределений с большим коэффициентом асимметрии среднее арифметическое может не соответствовать понятию «среднего», а значения среднего из робастной статистики (например, медиана) может лучше описывать центральную тенденцию.
Классическим примером является подсчёт среднего дохода. Арифметическое среднее может быть неправильно истолковано в качестве медианы, из-за чего может быть сделан вывод, что людей с большим доходом больше, чем на самом деле. «Средний» доход истолковывается таким образом, что доходы большинства людей находятся вблизи этого числа. Этот «средний» (в смысле среднего арифметического) доход является выше, чем доходы большинства людей, так как высокий доход с большим отклонением от среднего делает сильный перекос среднего арифметического (в отличие от этого, средний доход по медиане «сопротивляется» такому перекосу). Однако этот «средний» доход ничего не говорит о количестве людей вблизи медианного дохода (и не говорит ничего о количестве людей вблизи модального дохода). Тем не менее если легкомысленно отнестись к понятиям «среднего» и «большинство народа», то можно сделать неверный вывод о том, что большинство людей имеют доходы выше, чем они есть на самом деле. Например, отчёт о «среднем» чистом доходе в Медине, штат Вашингтон, подсчитанный как среднее арифметическое всех ежегодных чистых доходов жителей, даст на удивление большое число — из-за Билла Гейтса. Рассмотрим выборку (1, 2, 2, 2, 3, 9). Среднее арифметическое равно 3.17, но пять значений из шести ниже этого среднего.

### Сложный процент
Если числа перемножать, а не складывать, нужно использовать среднее геометрическое, а не среднее арифметическое. Наиболее часто этот казус случается при расчёте окупаемости инвестиций в финансах.
Например, если акции в первый год упали на 10 %, а во второй год выросли на 60 %, тогда вычислять «среднее» увеличение за эти два года как среднее арифметическое (−10 % + 60 %) / 2 = 25 % некорректно, а правильное среднее значение в этом случае дают совокупные ежегодные темпы роста: годовой рост получается 20 %.
Причина этого в том, что проценты имеют каждый раз новую стартовую точку: 60 % — это 60 % от меньшего, чем цена в начале первого года, числа: если акции в начале стоили $30 и упали на 10 %, они в начале второго года стоят $27. Если акции выросли на 60 %, они в конце второго года стоят $43,2. Арифметическое среднее этого роста 25 %, но, поскольку акции выросли за 2 года всего на $13,2, средний рост в 20 % даёт конечный результат $43,2:
$30 × (1 – 0,1)*(1 + 0,6) = $30 × (1 + 0,2)*(1 + 0,2) = $43,2. Если же использовать таким же образом среднее арифметическое значение 25 %, мы не получим фактическое значение: $30 × (1 + 0,25)*(1 + 0,25) = $46,875.
Сложный процент в конце 2 года: 90 % * 160 % = 144 %, то есть общий прирост 44 %, а среднегодовой сложный процент {\displaystyle {\sqrt {144\%}}=120\%}, то есть среднегодовой прирост 20 %.
Таким образом среднегодовой прирост рассчитывается по формуле среднего геометрического
{\displaystyle {\sqrt {(1-0.1)(1+0.6)}}={\sqrt {1.44}}=1.20\ \ ={\sqrt {(1+0.20)(1+0.20)}}}

### Направления
При расчёте среднего арифметического значений некоторой переменной, изменяющейся циклически (например, фаза или угол), следует проявлять особую осторожность. Например, среднее чисел 1° и 359° будет равно 180°. Этот результат неверен по двум причинам.
- Во-первых, угловые меры определены только для диапазона от 0° до 360° (или от 0 до 2π при измерении в радианах). Таким образом, ту же пару чисел можно было бы записать как (1° и −1°) или как (1° и 719°). Средние значения каждой из пар будут отличаться: {\displaystyle {\frac {1^{\circ }+(-1^{\circ })}{2}}=0^{\circ }}, {\displaystyle {\frac {1^{\circ }+719^{\circ }}{2}}=360^{\circ }}.
- Во-вторых, в данном случае, значение 0° (эквивалентное 360°) будет геометрически лучшим средним значением, так как числа отклоняются от 0° меньше, чем от какого-либо другого значения (у значения 0° наименьшая дисперсия). Для сравнения:
  - Число 1° отклоняется от 0° всего на 1°;
  - Число 1° отклоняется от вычисленного среднего, равного 180°, на 179°.

Среднее значение для циклической переменной, рассчитанное по приведённой формуле, будет искусственно сдвинуто относительно настоящего среднего к середине числового диапазона. Из-за этого среднее рассчитывается другим способом, а именно, в качестве среднего значения выбирается число с наименьшей дисперсией (центральная точка). Также вместо вычитания используется модульное расстояние (то есть, расстояние по окружности). Например, модульное расстояние между 1° и 359° равно 2°, а не 358° (на окружности между 359° и 360° = 0° — один градус, между 0° и 1° — тоже 1°, в сумме — 2°).